# 丁力 (上海滩)
丁力是香港電視劇《上海灘》、《新上海灘》的登場角色。
他是上海貧民出身，為人重義，恩怨分明。與許文強成為結義兄弟，後來成為幫會最大頭目。與馮程程結婚，但經常處於許文強的陰影之下。

## 曾主演丁力角色的演員
- 呂良偉
  - 《上海灘》，1980年電視劇。
  - 《上海灘續集》，1980年電視劇。
  - 《上海灘龍虎鬥》，1981年電視劇。
  - 《賭俠2之上海灘賭聖》，1991年電影。

- 林家棟
  - 《新上海灘》，1996年電視劇。
- 劉德華
  - 《新上海灘》，1996年電影。
- 黃海波
  - 《新上海灘》，2006年電視劇。